# Залінєйний
Залінєйний (біл. Залінейны) — селище в Поколюбицькій сільській раді Гомельського району Гомельської області Республіки Білорусь.

## Географія

### Розташування
За 1 км на північ від Гомеля, 4 км від залізничної станції Гомель-Пасажирський.

## Транспортна мережа
Транспортні зв'язки автошляхами, які відходять від Гомеля. Дерев'яні садиби, що стоять безсистемно біля залізниці.

## Історія
Селище Залінєйний засноване у 1968 році як селище радгоспу «Конезавод № 59». Назва селища затверджено Указами Президії Верховної Ради БРСР від 21 січня 1969 року.

## Населення

### Чисельність
- 2022 — 0 мешканців.